# Ołeksandr Serbin
Ołeksandr Semenowycz Serbin, ukr. Олександр Семенович Сербін, ros. Александр Семенович Сербин, Aleksandr Siemionowicz Sierbin (ur. 4 lipca 1936 w Szostce, w obwodzie sumskim, Ukraińska SRR, zm. 14 lutego 2012 w Sumach, Ukraina) – ukraiński piłkarz, grający na pozycji pomocnika, trener piłkarski.

## Kariera piłkarska
W 1959 rozpoczął karierę piłkarską w klubie Kołhospnyk Równe, ale po 2 latach postanowił zakończyć karierę piłkarza.

## Kariera trenerska
Po zakończeniu kariery piłkarskiej rozpoczął pracę szkoleniowca. Od 1961 do 1972 przez 12 lat prowadził Awanhard Sumy.
14 lutego 2012 zmarł w Sumach w wieku 76 lat.

## Sukcesy i odznaczenia

### Sukcesy piłkarskie
Spartak Sumy
- 1/16 finału Pucharu ZSRR: 1968
- brązowy medalista Mistrzostw Ukraińskiej SRR: 1969
- mistrz Wtoroj ligi ZSRR: 1969 (2 ukraińska strefa Klasy B)
- wicemistrz Wtoroj ligi ZSRR: 1968 (2 ukraińska strefa Klasy B)